# Kémeri Péter
Kémeri Péter (Debrecen, 1970. július 3. –) menedzser, kultúraszervező, a Tankcsapda zenekar egykori alapító tagja[forrás?] és menedzsere, a Hegyalja Fesztivál volt alapítója és szervezője, az EFOTT fesztiválok szervezője.Iskoláit a debreceni Balásházy János Mezőgazdasági Szakközépiskolában, majd a pécsi Tudományegyetemen végezte. 18 évesen kezdett foglalkozni a hazai könnyűzenei élettel.

## Fesztiválszervezés
1988-ban kezdte a Metal Zajlás fesztiválok szervezését Debrecenben az egykori Ifjúsági Parkban. 1989-ben a Nagorny Karabach, Lustfinger, Moby Dick, Aurora, Tankcsapda zenekarok neveit jegyezte a fesztivál.
A következő állomás a Horváth Árpád művelődési Házban megrendezett Thrash fesztiválok szervezése olyan zenekarokkal, mint a Credo, Bedlam, Beyond, és a Diktátor. Amikor zenei pályafutását elkezdte, azokat a műfajokat, zenekarokat akarta Debrecenbe vinni, amelyek akkor a perifériára szorultak. A nyolcvanas évek legvégén még érvényben volt a "tilt, tűr, támogat" elve, azaz így kategorizálta az egykori állami rendszer a zenekarokat. 1994-ben közreműködésével készült el a debreceni Rocklenyomat kazetta, amely az akkori helyi zenekaroktól mutatott be egy-egy dalt korlenyomatként.
Alapítója és tulajdonosa volt a Tokaj Hegyalja Fesztiválnak, tíz éven keresztül dolgozott a rendezvény szervezésében. 1998-1999 között rendezte az EFOTT fesztivál ügyeit, később 2000-2010 között mint szervező vett részt az esemény lebonyolításában.
Főbb fesztiválok a szervezésében:
- 1989 : Metál zajlás
- 1990 : Trash fesztivál
- 1998 - 1999 : EFOTT
- 2000 - 2010 : Hegyalja fesztivál

## Zenekari menedzsment
1989-től kezdődően napjainkig több hazai zenekarnak volt a teljes körű menedzsere. Ezek közül kiemelkedett a Tankcsapda, amelynek az induló zenészek mellett alapító tagja is volt Lukács László, Buzsik György és Tóth Laboncz Attila mellett. A Tankcsapdában elvégzett munkája a hozta meg számára az  országos elismerést. A TCS-ből való távozása után a Lord, az Action, az Ölveti Blues Band, a Jeta, a Necropsia, a Kowalsky meg a Vega, a Solarsurf, a Hollywoodoo, a Carbonfools és a Brain Drain menedzseri ügyeit intézte, és sok esetben segítette a zenekarokat az albumok elkészítésében.
Az általános menedzsmenten kívül több hazai zenekar előrejutását segítette munkájával, ezek az August Förster Reservation, Tomi szomorú, Wayang, Szfinx, Dr Valter, PG.Csoport, Vanessa Antiopa, Tessila, Greta Garbo, Holnapután, Mystery, Groovehouse, Colorstar, Odett, Replika, Felkai Miklós gitárpárbaj albuma, Benzin. Rendszeres részvevője volt zsűritagként zenei tehetségkutató versenyeknek.
Zenekarok/albumok:
- 1989-2000 - Tankcsapda
- 2000-2001 - Lord
- 2002-2003 - Action (Album: Fehér és a zöld)
- 2003          - Ölveti Blues Band (Album: Jó reggelt blues)
- 2003-2005 - Jeta (Album: Két emelet között)
- 2002-2004 - Necropsia (Album: Mítoszok romjain)
- 2004-2005 - Kowalsky meg a vega
- 2004-2006 - Solarsurf (Album: 1)
- 2006-2007 - Hollywoodoo
- 2010-2012 - Carbonfools
- 2016-         - Brain Drain

## Média munkássága
A debreceni Mezon Ifjúsági irodában kezdett dolgozni, majd a Debreceni Városi televízióhoz került, ahol a Rockcsatorna című műsor zenei szerkesztője volt. Dolgozott a Hungarotonnál művészeti vezetőként, ezzel egy időben a Sztár FM-en Sebestyén Balázsékkal. A Friss Rádiónál marketinges pozícióban volt, de a rádió arculatának kialakítását is intézte. Ezen kívül több média cégnél dolgozott marketing, hirdetésszervezési, kommunikációs, és menedzsment területeken. A GOF Hungary Kft rally versenyautójának futam idényre szóló menedzselésében és marketing feladatainak elvégzésében is részt vett.
Munkahelyek a médiában:
- 1989-1991 - Mezon Ifjúsági Iroda, Debrecen – ifjúsági animátor
- 1991-1992 - Debreceni Városi Televízió - zenei szerkesztő ROCKCSATORNA c. műsor
- 1992-1993 - Más - Mozaik Kulturális Egyesület - Debrecen - ifjúsági szervező
- 1992-1994 - Magyar Rádió Körzeti Stúdiója - zene- és műsorszerkesztő
- 1997-1998 - Szól a Rádió - zene- és műsorszerkesztő
- 1999-2001 - 92.9 Star FM - On-Air promóciós menedzser
- 2001-2002 - Hungaroton - művészeti vezető
- 2002-2003 - Bor & Piac Magazin – hirdetésvezető
- 2004-2005 - Friss Rádió Kft. - marketingvezető
- 2006-2007 - Sensation Event Kft – esemény és projectfelelős
- 2008-2009 - GOF Hungary Kft. – rally versenyautójának futam idényre szóló menedzselése, marketing feladatainak elvégzése
- 2011-2012 - 1grecords.hu –THX Kft –zenekarok menedzselése, szponzor/ marketing vezető
- 2013-2018 - Nemzeti Művelődési Intézet - marketing feladatok
- 2013-2014 - Életfa Segítőszolgálat Egyesület – kommunikációs vezető
- 2015-2016 - Évezred Kulturális Egyesület –marketing feladatok
- 2016-2017 - Sightspot Kft – marketing feladatok
- 2017-2018 - Anjou Udvari lovagok Egyesülete – marketing feladatok
- 2017          - Energia Trade kft

2016-ban jelent meg a Sarockba szorítva – A menedzser című könyve, amelynek első része a Tankcsapdában eltöltött éveiről szól, de a kötet második része valóban menedzser tankönyv jellegű, azoknak a zenekaroknak szól, akik most kezdik a pályafutásukat. (2) Jelenleg is zenekarokkal foglalkozik, illetve a marketing területen dolgozik.